# سعيد عواضة
{{صندوق معلومات سيرة كرة قدم
| صورة = 2021-22 AC Sporting vs Akhaa Ahli Aley 04 (Said Awada).jpg
سعيد عبد الحسن عواضة (7 نوفمبر 1992) هو لاعب كرة قدم لبناني، يلعب في مركز الظهير لنادي النجمة والمنتخب اللبناني.

## مهنة دولية
ظهر لأول مرة مع منتخب لبنان في 30 ديسمبر 2022، في مباراة ودية أمام الإمارات العربية المتحدة.

## روابط خارجية
- سعيد عواضة على موقع قاعدة بيانات كرة القدم.إي يو (الإنجليزية)
- سعيد عواضة على موقع ناشيونال فوتبول تيمز (الإنجليزية)
- سعيد عواضة على موقع Soccerway.com (الإنجليزية)
- سعيد عواضة على موقع كووورة